# Trieste (province)
1809–1811
Entités suivantes :
- Istrie

La province de Trieste est une ancienne subdivision des Provinces illyriennes, sous contrôle de l'Empire français, qui a existé entre 1809 et 1811. Sa population est estimée à 50 000 habitants vers 1809. Son territoire était divisé en 12 cantons : deux à Trieste, un à Montfalcone, Senoschia, Adelsberg, Capo-d'Istria, Pirano, Parenzo, Pinguente, Rovigno, Dignano et Albona.

## Histoire
La province est constituée le 25 décembre 1809 lors de l'annexion des provinces illyriennes par l'Empire français. Le chef-lieu est fixé à Trieste (actuellement en Italie).
Elle est supprimée le 15 avril 1811 lors de la réorganisation des provinces.